# Magerøya
Magerøya (nordsamisk: Máhkarávju ) er en 436,6 km² stor ø i Nordkap kommune i Troms og Finnmark fylke, i det allernordligste Norge. Øen ligger ved Barentshavet lige nord for Porsangerhalvøen, og udmundingen af Porsangerfjorden ligger langs øens østlige bredder.

## Nordkap
Nordkapplateauet udgør den nordligste del af Magerøya, og det højeste punkt på øen hæver sig 417 m.o.h. Det nordligste punkt på Magerøya er samtidig Norges nordligste punkt, Knivskjellodden, beliggende på 71° 11ʹ 9ʹʹ n.br.
Øen er forbundet med fastlandet via Nordkaptunnelen under Magerøysundet. På sydsiden af Magerøya ligger byen Honningsvåg, som er administrationscentrum for Nordkap kommune.

## Stenalderfundene på Sarnes
På Magerøya findes også de ældste sikre spor efter stenalderbopladser i Norge fra 10.000 år tilbage.  (De ældste fund efter mennesker i Norge (men ikke af en boplads) er imidlertid fra Blomvåg i Øygarden kommune udenfor Bergen, og går tilbage til 10.500 f.Kr.) På sydsiden af Magerøya ligger den fraflyttede landsby Sarnes. En flad, forblæst grusryg bag bebyggelsen tjente tidligere som fodboldbane. Da der skulle bygges vej tværs over grusryggen, blev området undersøgt med tanke på kulturminder, sidste gang sommeren 1993. I grusen fandtes afslag, dvs. afslåede stenfliser efter tilvirkning af redskaber, samt fint tilhugne stenredskaber typiske for ældste del af tidlig stenalder. For det meste var der tale om kvarts og kvartsit, som findes lokalt; men også enkelte fund af flint, som stammer fra Sydskandinavien. Muligvis kan flint være flydt nordpå med isflager langsmed kysten.  For 10.000 år siden, lige efter sidste istid, stod havet omkring 40 meter højere end i dag, så den gang var Sarnes en landtange med rige fangstmuligheder. Men inde i fjordene, som i Porsanger, la der stadig en enorm, kilometertyk gletsjer, så Sarnes må have været et koldt og barskt tilholdssted. Den ældste boplads på Sarnes ligger nu 28 m.o.h., de yngre længre nede i skråningerne. Beboernes etnicitet er i dag umulig at fastslå. 

## Anden verdenskrig
Under anden verdenskrig blev to nordmænd, Arne Eriksen og Oskar Karila, livet ved ilandsættelsen på Magerøya fra en sovjetisk ubåd fra Lavna-lejren ved Murmansk, hvor de var blevet optrænet som sovjetiske agenter. Udstyret med radiosendere blev nordmænd i sovjetisk tjeneste blev udplaceret i utilgængelige huler langsmed kysten, hvor de kunne holde øje med den tyske skibstrafik og sende oplysninger til Murmansk. I juni 1942 stod en skræmmende overskrift på forsiden af Finnmark Folkeblad: BEVIS FOR AT MENNESKEKØD SPISES AF BOLSJEVIKKER. Avisen var et talerør for Nasjonal Samling, og kunne fortælle, at de to norske partisaner Eriksen og Karila var blevet parteret og spise af to russiske marinefolk, ilandsat på Magerøya sammen med dem. Under en stort opslået, åben krigsretssag i Stortinget med Josef Terboven til stede 9. juni 1942, fortalte de to russere, hvordan de slap op for mad, enedes om at slå de to nordmænd ihjel for selv at overleve, og at de hjemme i Sovjetunionen var vant til at spise mad tilberedt af menneskekød. Sagen vakte voldsom opsigt i Finnmark, hvor folk ikke vidste, hvad de skulle tro, men bidrog til at skabe skepsis til russere, også blandt kommunister.
I virkeligheden var der naturligvis ingen kannibaler. Vejret ved ilandsættelsen var så forfærdeligt, at flere af det russiske mandskab omkom, og kun en af nordmændene blev skyllet i land, enten Karila eller Eriksen. To russiske marinere blev også efterladt, da ubåden blev nødt til at dykke. Tyskerne havde selv skudt nordmanden i kamp, og derefter tvunget den ene af de to russiske marinefolk til at partere den afdøde og koge kødet. Det blev så efterladt i en hytte i Opnan, så nordmænd skulle finde det. De to russere i retssagen i Stortinget var ikke dem, tyskerne havde taget til fange på Magerøya. Det var to andre, og deres "tilståelser" blev sendt verden over som skræmselspropaganda.